# Holte MTB Klub
Holte MTB Klub er en dansk cykelklub med base omkring Holte. Klubben blev grundlagt i foråret 1991.
Klubben har blandt andet været arrangør af DM i mountainbike. Flere ryttere fra Holte MBK Klub har været på landsholdet eller vundet DM-medaljer i både mountainbike og landevejscykling.

## Udmærkelser
- Årets Talent i dansk cykelsport (2024)